# Spongia tenuiramosa
Spongia tenuiramosa är en svampdjursart som först beskrevs av Arthur Dendy 1905.  Spongia tenuiramosa ingår i släktet Spongia och familjen Spongiidae. Inga underarter finns listade i Catalogue of Life.